# Nosotros con Italia
Nosotros con Italia (en italiano: Noi con l'Italia, NcI) fue un partido político italiano nacido como federación de partidos de centroderecha, demócratas cristianos, y del conservadurismo liberal en Italia. Hasta marzo de 2018, la federación era conocida como Nosotros con Italia - UDC por su alianza con la Unión de Centro (UdC). Los principales líderes de NcI son Raffaele Fitto (presidente, líder de Dirección Italia), Francesco Saverio Romano (vicepresidente, líder de Cantiere Popolare), Maurizio Lupi (coordinador, exmiembro principal de Alternativa Popular) y Enrico Costa (el principal proponente).
La federación formó parte de la coalición de centroderecha en las elecciones generales de 2018. Junto con Forza Italia de Silvio Berlusconi, el partido representa el ala centrista de la coalición y, por lo tanto, favorece a Berlusconi o un candidato centrista como primer ministro.

## Historia
En el período previo a las elecciones generales de 2018 hubo un debate sobre la creación de una "cuarta pata" de la coalición de centroderecha, junto con Forza Italia (FI), Liga Norte (LN) y Hermanos de Italia (FdI). Todo comenzó cuando Enrico Costa, un disidente de FI que había sido ministro en el gobierno de centroizquierda de Paolo Gentiloni, renunció a su puesto y abandonó su partido, Alternativa Popular (AP), para formar una alianza "centro liberal" con FI. Originalmente, la Federación de la Libertad (FdL), un grupo parlamentario en el Senado lanzado por Identidad y Acción (IdeA), fue visto como el embrión de la "cuarta pata".
El 19 de diciembre de 2017, Nosotros con Italia (NcI) se formó por un grupo de escindidos de AP liderados por Maurizio Lupi, otros exmiembros de AP cercanos a Enrico Costa, Dirección Italia (DI), Elección Cívica (SC), ¡Hacer! (F!), Cantiere Popolare (CP) y el Movimiento por las Autonomías (MpA). Otros partidos de centro derecha, especialmente incluyendo IdeA, decidieron no unirse.
El 29 de diciembre de 2017, la NcI firmó un pacto con la Unión de Centro (UdC). El 5 de enero de 2018 fue el turno de IdeA, que se convenció de unirse para mejorar el carácter federativo y la identidad democrática cristiana de NcI. El 11 de enero se dio a conocer un nuevo símbolo de NcI, que también contiene el escudo cruzado de la UdC.
En las elecciones, NcI obtuvo un mero 1,3% de los votos y cuatro diputados de circunscripciones de un solo escaño: Costa, Lupi, Alessandro Colucci y Renzo Tondo. Los primeros tres eran exmiembros de AP, mientras que el cuarto era miembro de Autonomía Responsable, un partido en Friuli-Venecia Julia, y DI. La lista también incluía cuatro senadores elegidos, tres de la UdC y uno de IdeA.
Poco después de la elección, tanto la UdC como IdeA abandonaron la alianza y formaron un pacto con FI. A mediados de abril, Costa también renunció y se reincorporó a FI.
De cara a las elecciones generales de 2022, NcI formó primero una lista conjunta con Italia en el Centro, y luego fue miembro fundador de Nosotros Moderados (NM), una lista conjunta más amplia dentro de la coalición de centro-derecha, junto con Italia en el Centro, Coraje Italia y Unión de Centro. La lista se convirtió en partido unitario en mayo de 2023, siendo Lupi líder y presidente del partido.

## Composición

### Miembros fundadores
| Partido | Partido                                  | Principal ideología     | Líder/es                 |
| ------- | ---------------------------------------- | ----------------------- | ------------------------ |
|         | Dirección Italia                         | Conservadurismo liberal | Raffaele Fitto           |
|         | Elección Cívica                          | Liberalismo             | Enrico Zanetti           |
|         | ¡Hacer!                                  | Liberalismo             | Flavio Tosi              |
|         | Cantiere Popolare                        | Democracia cristiana    | Francesco Saverio Romano |
|         | Movimiento por las Autonomías            | Regionalismo            | Raffaele Lombardo        |
|         | Independientes (antiguos miembros de AP) | Democracia cristiana    | Maurizio Lupi            |

### Antiguos miembros asociados
| Partido | Partido                                  | Principal ideología  | Líder/es              |
| ------- | ---------------------------------------- | -------------------- | --------------------- |
|         | Unión de Centro                          | Democracia cristiana | Lorenzo Cesa          |
|         | Identidad y Acción                       | Democracia cristiana | Gaetano Quagliariello |
|         | Nuevos Demócratas Cristianos Unidos      | Democracia cristiana | Mario Tassone         |
|         | Independientes (antiguos miembros de AP) | Liberalismo          | Enrico Costa          |

## Resultados electorales

### Parlamento Italiano
| Cámara de Diputados |               |      |         |     |                |
| Año electoral       | Votos         | %    | Escaños | +/– | Líder          |
| 2018                | 427.152 (8.º) | 1,30 | 4/630   | –   | Raffaele Fitto |

| Senado de la República |               |      |         |     |                |
| Año electoral          | Votos         | %    | Escaños | +/– | Líder          |
| 2018                   | 361.402 (8.º) | 1,20 | 4/315   | –   | Raffaele Fitto |

### Consejos Regionales
| Región    | Última elección | Votos         | %   | Escaños | +/− |
| --------- | --------------- | ------------- | --- | ------- | --- |
| Lombardía | 2018            | 66.355 (10.º) | 1,3 | 1/21    | 1   |
| Lacio     | 2018            | 41.234 (9.º)  | 1,6 | 1/21    | 1   |
| Abruzos   | 2019            | 17.308 (9.º)  | 2,9 | 0/29    | –   |
| Molise    | 2018            | 5.204 (9.º)   | 3,6 | 1/21    | 1   |

1. ↑  En Una lista conjunta con UDC, DC e IdeA.